# Ipilimumab
L'ipilimumab, nome commerciale Yervoy, prodotto dalla Bristol-Myers Squibb. È un anticorpo monoclonale IgG1κ interamente umano approvato nel 2011 dalla FDA per il trattamento del melanoma avanzato (metastatico o inoperabile) in soggetti adulti e sui quali siano state provate altre terapie. Nel gennaio del 2019, la combinazione tra ipilimumab e nivolumab è stata autorizzata dall'EMA per l'utilizzo in prima linea nel carcinoma a cellule renali, in pazienti non siano stati trattati precedentemente e che siano a rischio moderato o elevato di peggioramento. È usato per attivare, o meglio disinibire (vedi farmacodinamica) il sistema immunitario contro le cellule tumorali. Oggi è sottoposto a sperimentazione clinica per testarne l'efficacia sul carcinoma polmonare non a piccole cellule (NSCLC), sul tumore del polmone a piccole cellule (SCLC) e sul carcinoma della prostata.

## Farmacodinamica
Il CTLA-4 è un recettore proteico di membrana espresso dai linfociti T citotossici. Quando ligandi come B7-1 o B7-2 (espressi da altre cellule immunitarie) interagiscono con il CTLA-4 sui linfociti T citotossici, questi ultimi vengono inibiti. Ipilimumab è stato progettato per legare il CTLA-4: questo legame impedisce l'interazione tra CTLA-4 e i suoi ligandi, quindi blocca la segnalazione inibitoria sui linfociti T citotossici. Questi possono proliferare ed infiltrare i tumori dove possono aggredire in gran numero le cellule tumorali. L'ipilimumab quindi potenzia il sistema immunitario contro i tumori con un meccanismo indiretto: frena dall'esterno il segnale di inibizione mediato dal CTLA-4 sui linfociti.

### Ipilimumab
- (EN) accessdate L. Harivardhan Reddy e Patrick Couvreur, Macromolecular Anticancer Therapeutics, Springer, 1º giugno 2009,  pp. 522–, ISBN 978-1-4419-0506-2.
- (EN) George S. Eisenbarth, Immunoendocrinology: Scientific and Clinical Aspects, Springer, 30 dicembre 2010,  pp. 170–, ISBN 978-1-60327-477-7.
- (EN) Gail M. Wilkes, Gail M Wilkes, R.N., M.S., Margaret Barton-Burke, Margaret Barton-Burke, R.N., PH.D., Oncology Nursing Drug Handbook 2011, Jones & Bartlett Publishers, 14 dicembre 2010,  pp. 586–, ISBN 978-1-4496-0013-6.
- (EN) Zhiqiang An, Therapeutic Monoclonal Antibodies: From Bench to Clinic, John Wiley and Sons, 8 settembre 2009,  pp. 134–, ISBN 978-0-470-11791-0.
- (EN) William D. Figg, Cindy H. Chau e Eric J. Small, Drug Management of Prostate Cancer, Springer, 1º agosto 2010,  pp. 345–, ISBN 978-1-60327-831-7.